# (6159) 1991 YH
(6159) 1991 YH (1991 YH, 1987 UY4, 1990 OZ1, 1990 SB17) — астероїд головного поясу, відкритий 30 грудня 1991 року.
Тіссеранів параметр щодо Юпітера — 3,586.